# Mercedes-Benz Classe CLA (Type 117)
 (février 2016).
Si vous disposez d'ouvrages ou d'articles de référence ou si vous connaissez des sites web de qualité traitant du thème abordé ici, merci de compléter l'article en donnant les références utiles à sa vérifiabilité et en les liant à la section « Notes et références ».
La Mercedes-Benz Classe CLA Type 117 est une voiture compacte fabriquée par le constructeur automobile allemand Mercedes-Benz de 2013 à 2019. Elle est restylée fin de 2016. La Type 117 est la première génération de la Classe CLA et elle est remplacée par la Type 118.
La Classe CLA Type 117 est proposée en deux carrosseries différentes : berline coupé et Shooting-Brake.

## Historique
- Avril 2012 : présentation du Concept Style Coupé au Salon automobile de Pékin.
- 15 janvier 2013 : présentation au Berlin Fashion Week.
- 25 janvier 2013 : lancement de la C117 (Berline coupé)[1].
- 28 mars 2015 : lancement de la X117 (Shooting-Brake sportif).
- 23 juillet 2016 : présentation de la Phase 2 à Amsterdam.
- Janvier 2019 : arrêt définitif de la production.

Lancement
Dans la première année de vente, 59 200 exemplaires ont été vendus dans le monde entier. Environ la moitié des clients avaient conduit un modèle de Mercedes-Benz.[réf. nécessaire]

### Phase 1

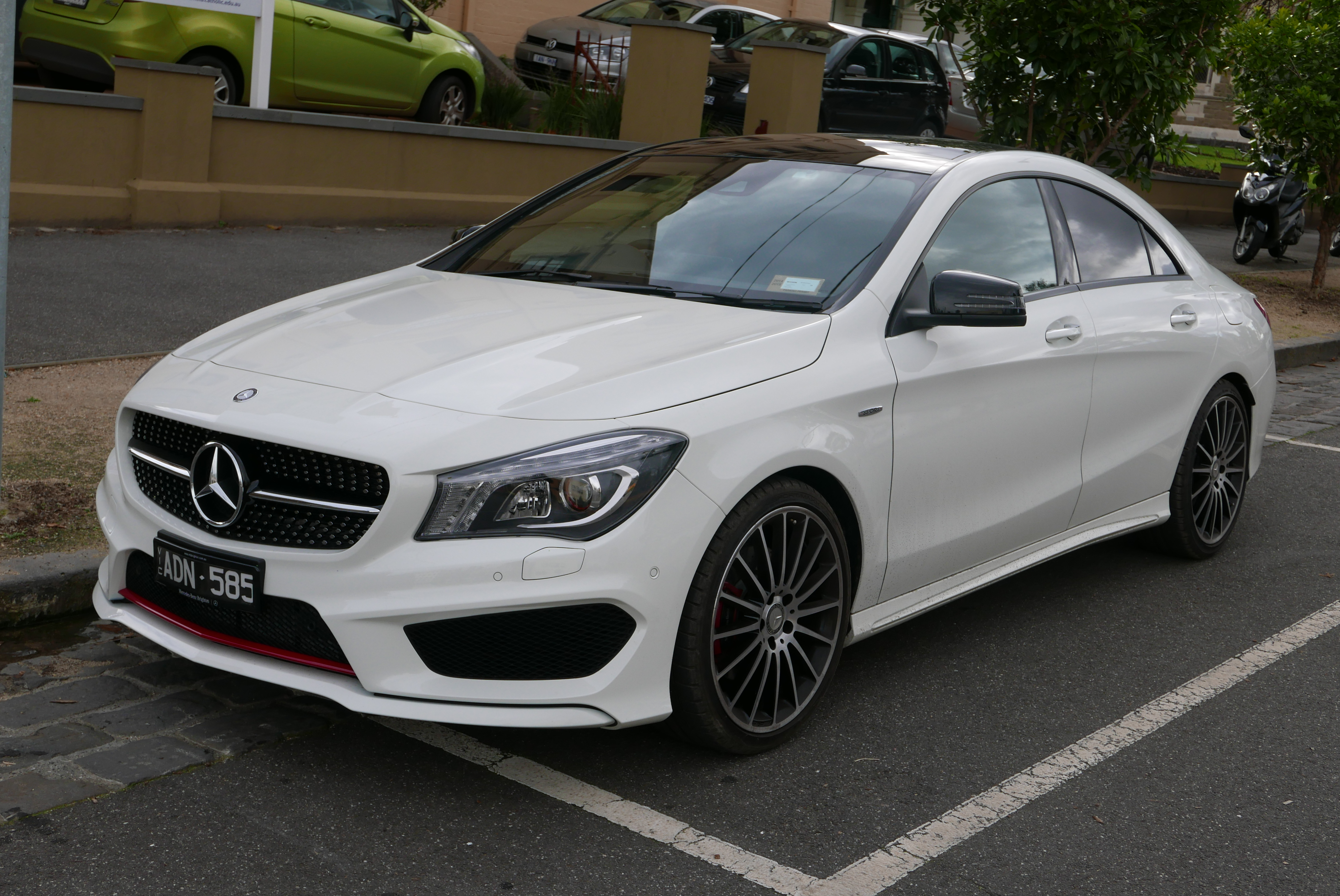
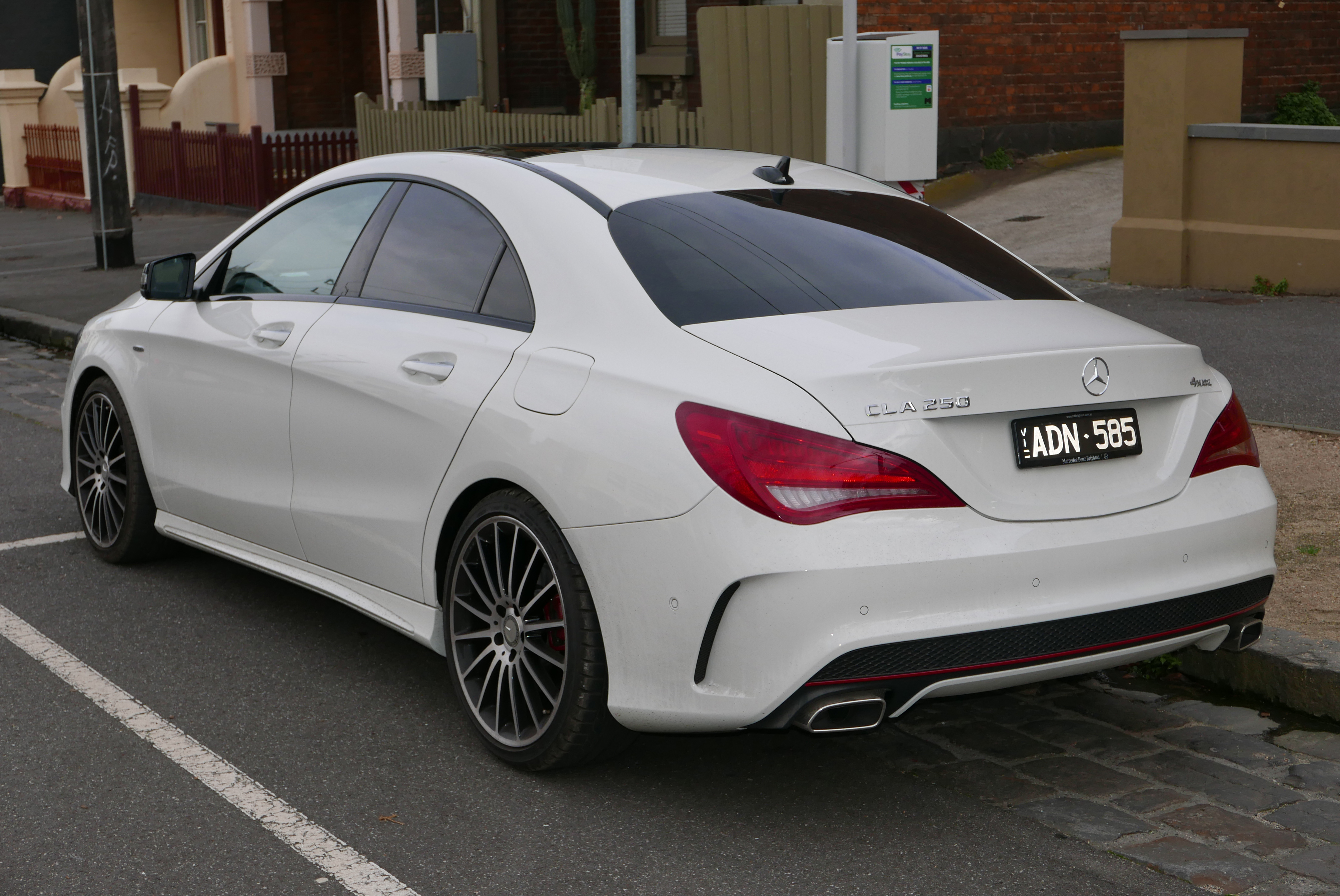

Produite de 2013 à juillet 2016.

### Phase 2
Commercialisée de juillet 2016 à janvier 2019. Les pare-chocs ainsi que les feux arrière seront redessinés.

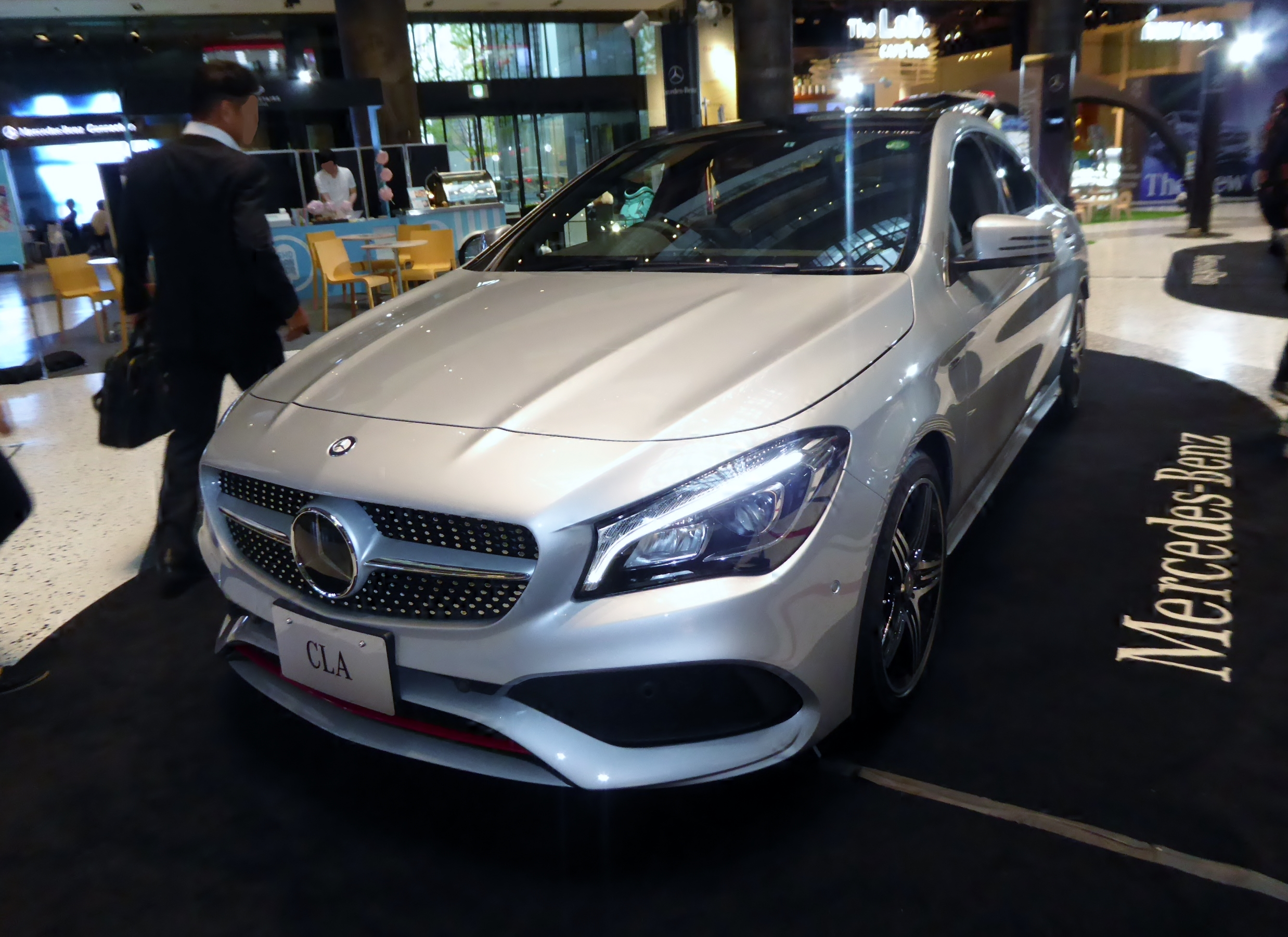
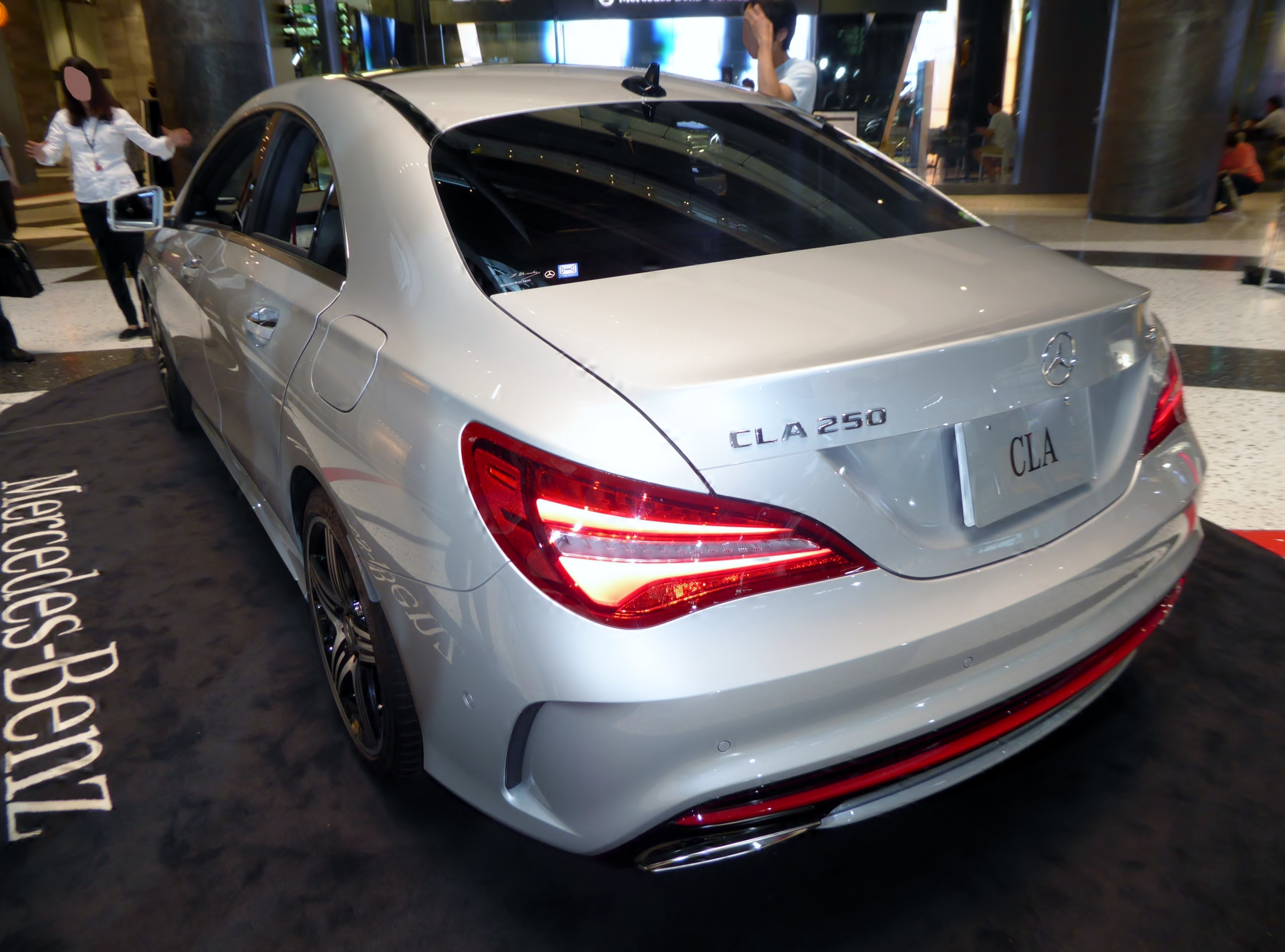

## Les différentes versions
Légende couleur : Essence ; Diesel

### Carrosseries
Berline Coupé (C117)
- Carrosserie standard de la gamme.

Shooting-Brake (X117)

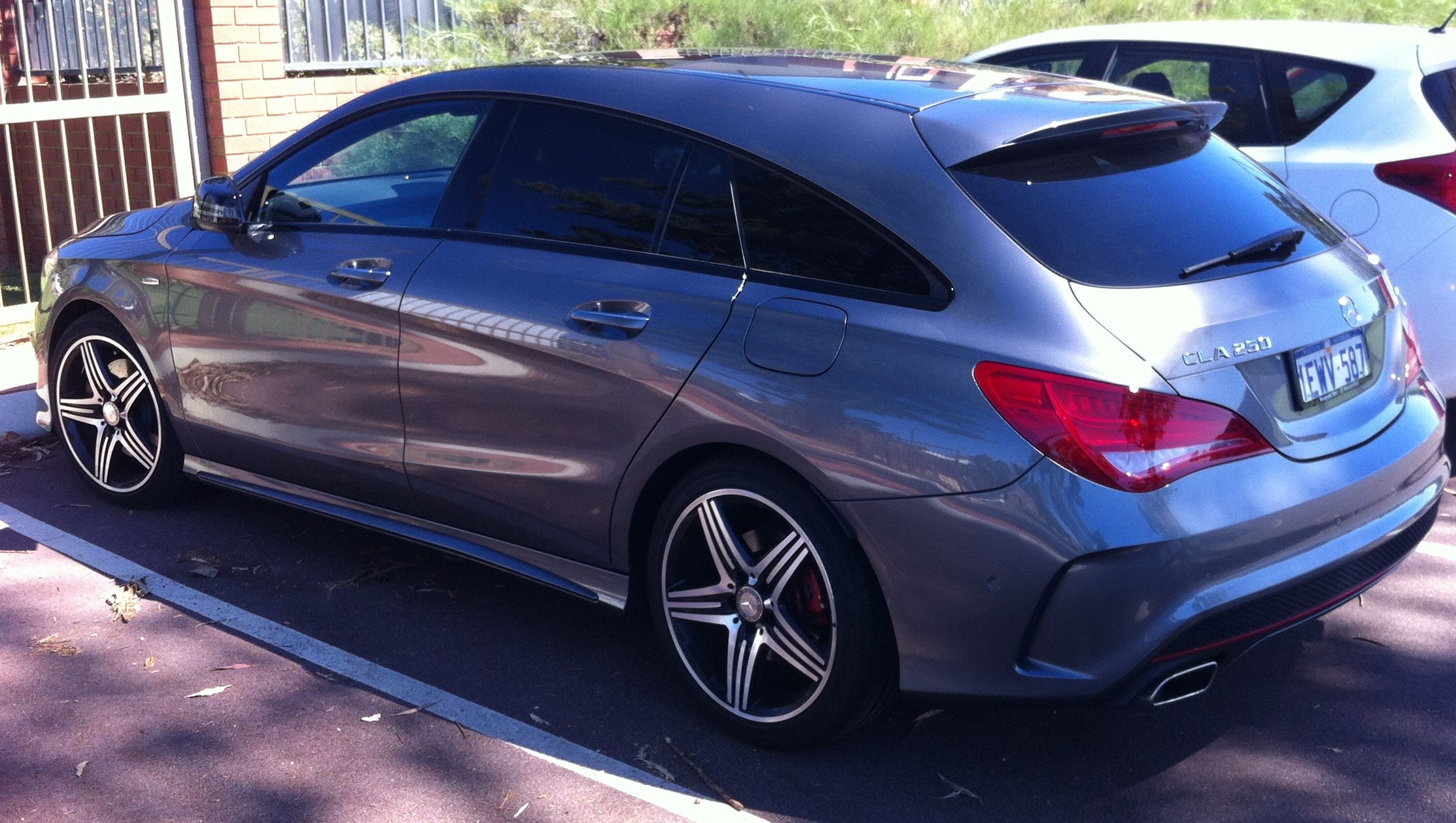
CLA en (X117).

- Déclinaison Shooting-Brake de la Mercedes-Benz C117.

### Version spécifiques
AMG
- Voir : Mercedes-AMG Type 117.

### Les séries spéciales
Edition 1

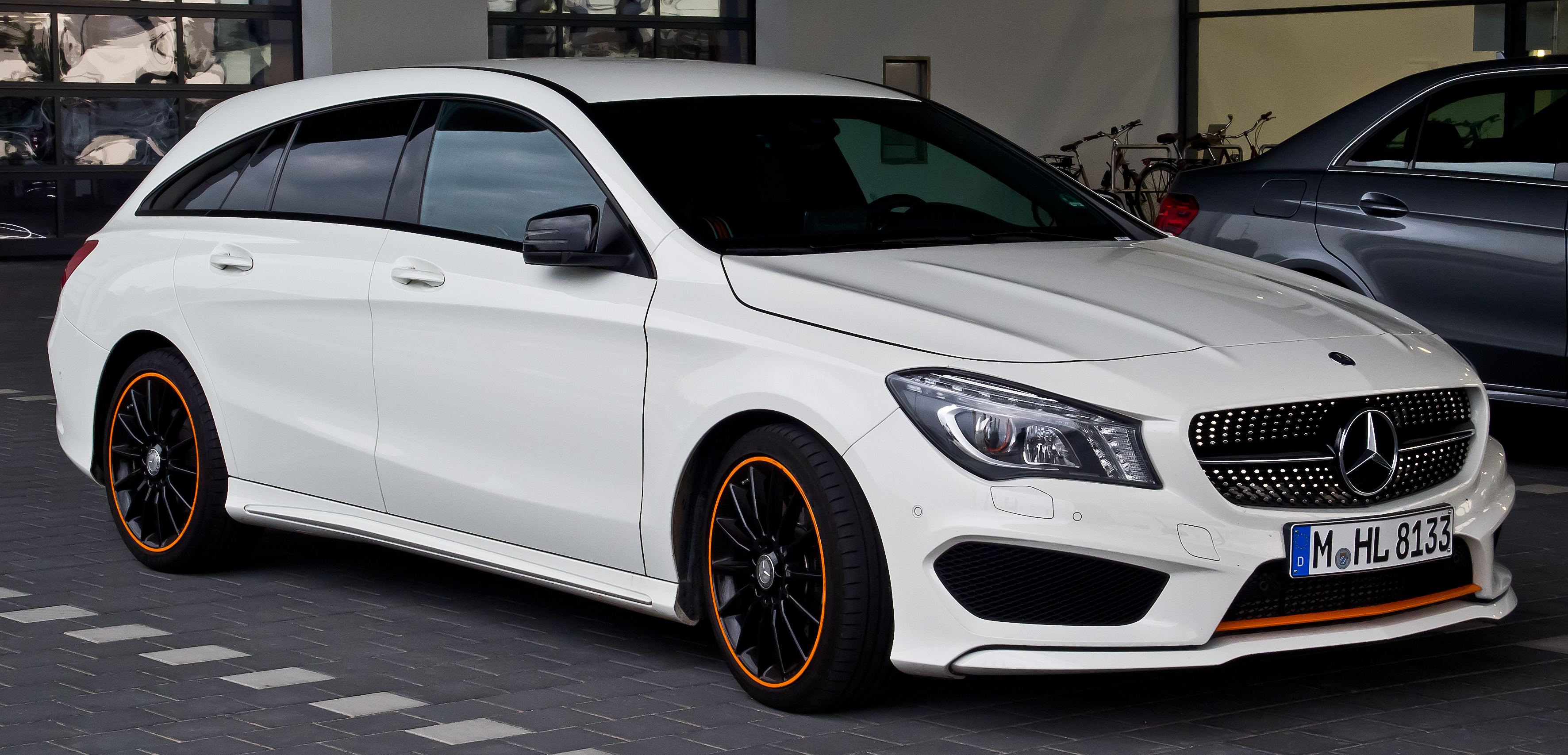
Edition Orange Art

- Équipements extérieurs supplémentaires :
  - Jantes en alliage AMG 18 pouces de couleur noir brillant avec pneus 225/40 + pneus avec possibilité de roulage à plat + caméra de recul + capteurs de pluie et de luminosité + phares bixénon + feux de jour, de position et feux arrière à leds + rétroviseurs rabattables électriquement.
  - Pack disponible : "AMG Line" ou "Sport Black".
- Équipements intérieurs supplémentaires :
  - Système "Attention Assist" (contre la somnolence) + système "Collision Prevention Assist" (avertissement de collision) + Bluetooth + GPS Becker Map Pilot 3D avec disque dur dans la boîte à gants + pack d'éclairage intérieur + régulateur de vitesse Tempomat et limiteur de vitesse Speedtronic.
  - Pack disponible : "Exclusif Edition 1" ou "AMG Line".

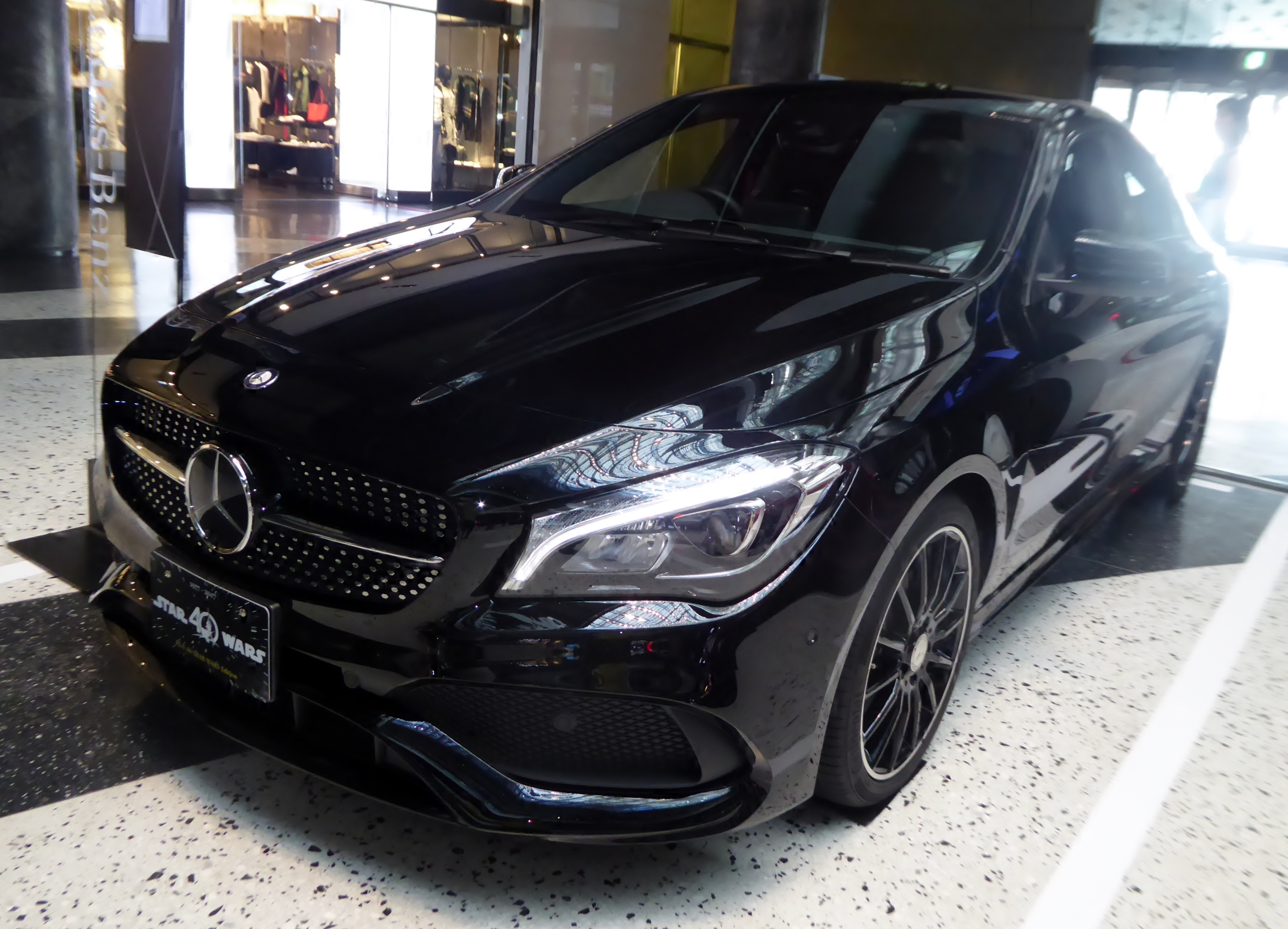
Star Wars Edition (C117).

Star Wars Edition
Edition Orange Art et Edition Orange Art AMG
Uniquement disponible sur les Shooting-Brake, elle dispose d'une ligne orange sur ses jantes, la jupe avant, l'extracteur d'air arrière et la lentille des optiques avant.
- Voir aussi : Mercedes-AMG Type 117.

CLA 45 AMG "Edition 1"
- Voir : Mercedes-AMG Type 117.

## Caractéristiques

### Chaîne cinématique

#### Moteurs

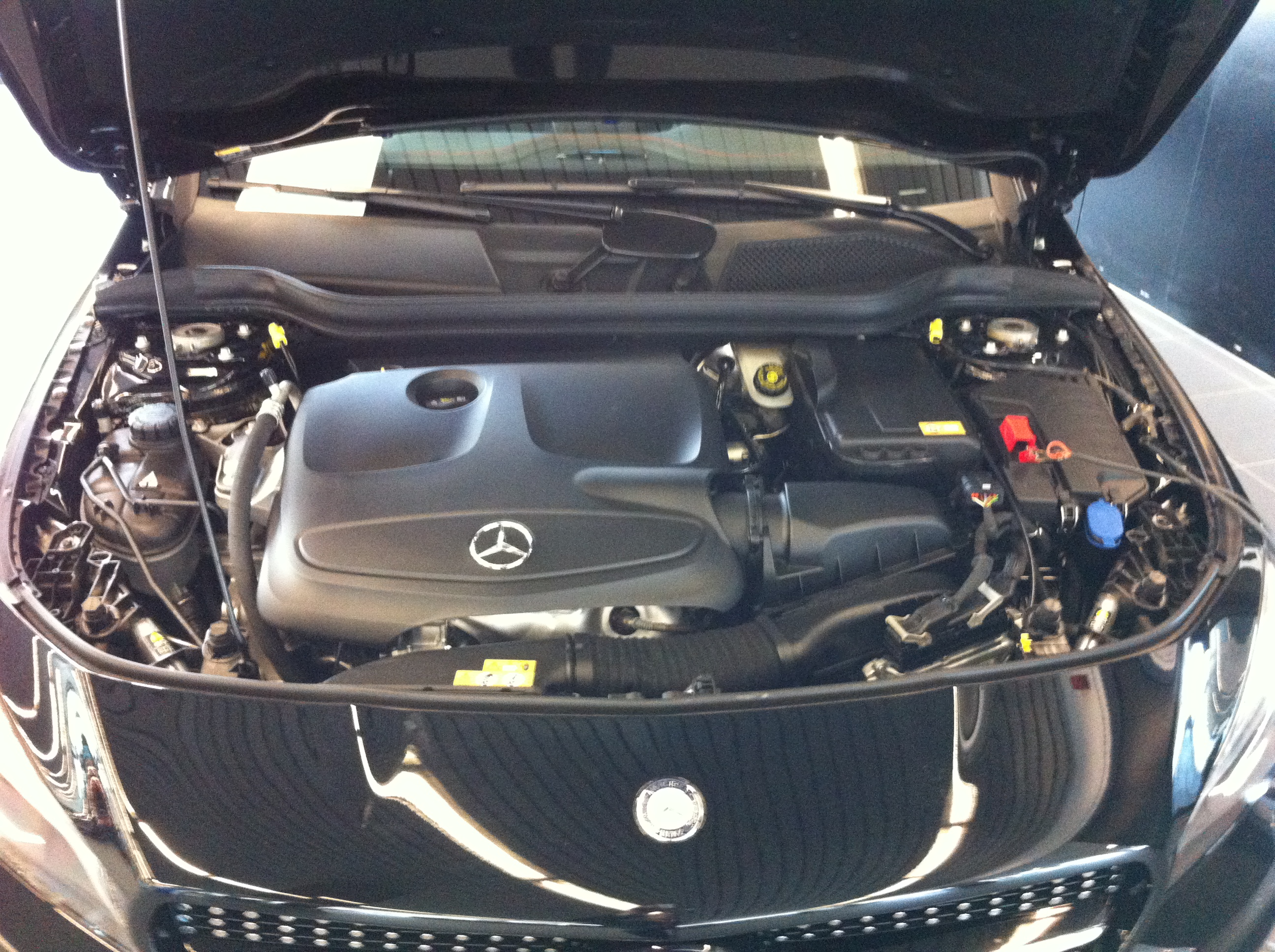
M 270 du CLA 250.

La Type 117 a eu six motorisations différentes de quatre cylindres lors de son lancement (quatre essence et deux diesel). Elle en a eu en tout douze de disponible dont sept en essence et cinq en diesel. Plus aucune ne sont plus disponibles car plus commercialisées.
- Du côté des moteurs essence : 
  - le M 270 quatre cylindres en ligne à injection directe de 1,6 litre avec turbocompresseur faisant 122 ch. Disponible sur les CLA 180 Berline et Shooting-Brake.
  - le M 270 quatre cylindres en ligne à injection directe de 1,6 litre avec turbocompresseur faisant 156 ch. Disponible sur les CLA 200 Berline et Shooting-Brake.
  - le M 270 quatre cylindres en ligne à injection directe de 2,0 litres avec turbocompresseur faisant 135 ch. Disponible sur les CLA 220 Berline et Shooting-Brake.
  - le M 270 quatre cylindres en ligne à injection directe de 2,0 litres avec turbocompresseur faisant 211 ch. Disponible sur les CLA 250 Berline et Shooting-Brake.
- Du côté des moteurs diesel : 
  - le OM 607 quatre cylindres en ligne à injection directe Common Rail de 1,5 litre avec turbocompresseur faisant 106 ch. Disponible sur la CLA 180 CDI Berline.
  - le OM651 quatre cylindres en ligne à injection directe Common Rail de 1,8 litre avec turbocompresseur faisant 136 ch. Disponible sur les CLA 200 CDI Berline et Shooting-Brake.
  - le OM 651 quatre cylindres en ligne à injection directe Common Rail de 2,1 litres avec turbocompresseur faisant 170 et 177 ch. Disponible sur les CLA 220 CDI Berline et Shooting-Brake.

Tous les moteurs sont conformes à la norme anti-pollution Euro 6.

#### Boîte de vitesses et transmission
La CLA Type 117 est principalement équipée d'une boîte de vitesses automatique à 7 rapports nommée 7G-DCT. Elle peut également être équipée d'une boîte manuelle à 6 rapports.

### Finitions
Urban

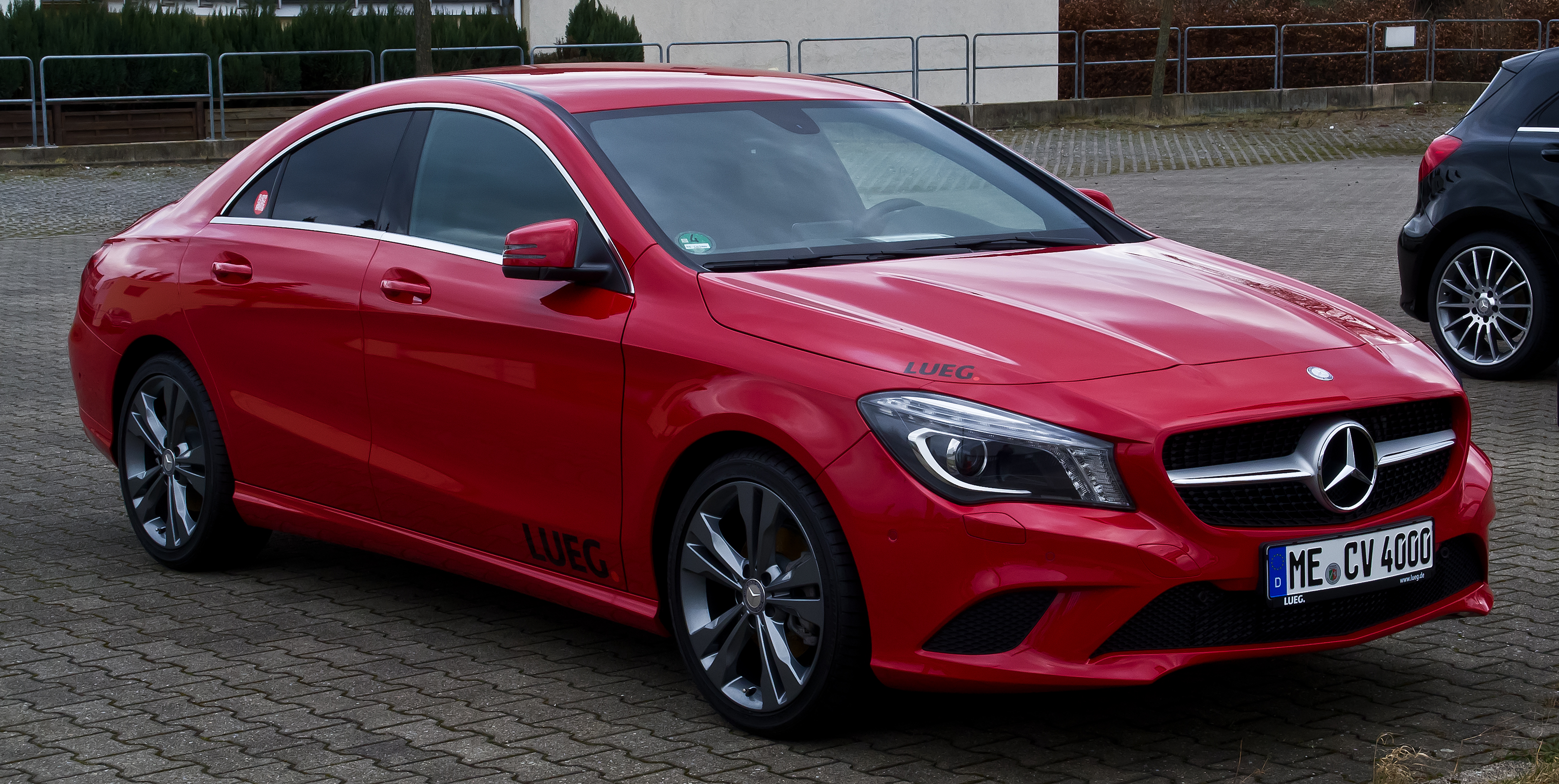
Finition Urban

Caractéristiques à l'extérieur du véhicule : le système d'échappement à double flux avec sortie rectangulaires en acier inoxydable, le diffuseur arrière couleur argent, la calandre a un aspect de diamant et possède une lame de chrome, les roues en alliage de 18 pouces à 5 branches. Elle est équipée d'une suspension sport, la carrosserie est abaissée de 20 mm à l'avant et 15 mm à l'arrière.
À l'intérieur, cette finition a des sièges sport intégrés (à l'avant uniquement) et un volant multifonction. Divers points de coutures décoratives ont été cousus, ajout d'éléments en cuir. Quant aux buses d'air elles ont été chromées.
AMG Line

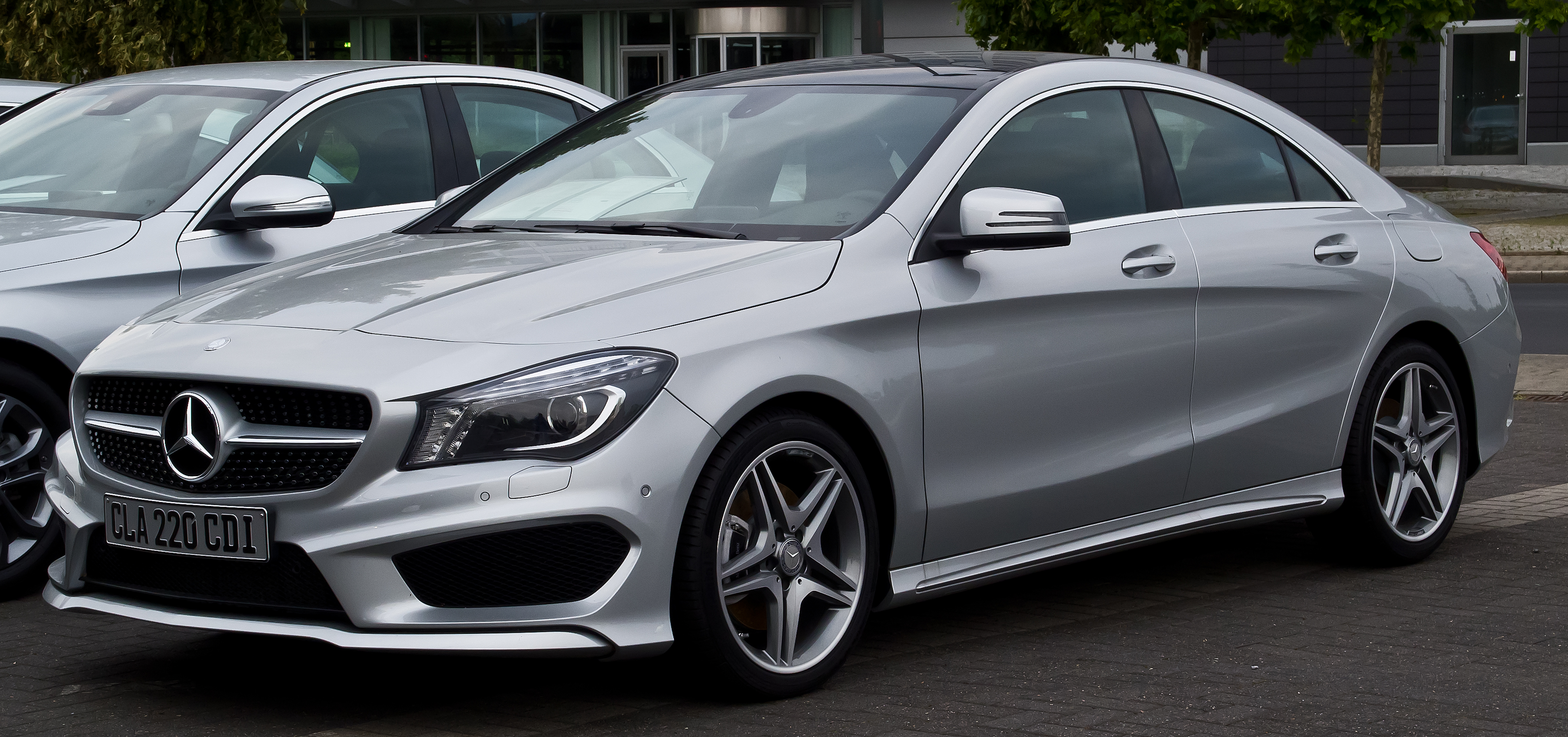
Finition AMG Ligne

Les pare-chocs ont été redessinés, des lames ont été rajoutées sous les bas de caisse et pare-chocs, des jantes AMG en alliage à cinq rayons doubles de 18 pouces, une couleur argentée équipe la calandre à lamelles chromées et un système d'échappement à double flux avec sortie rectangulaires en acier inoxydable. Il y a également une suspension sport, tout comme la finition Urbain la carrosserie sera abaissée, les disques de frein sont perforés.
Pour l'intérieur, des sièges sport avec surpiqûres rouges ainsi que le levier de vitesse et les pédales sont chromés.
Sport

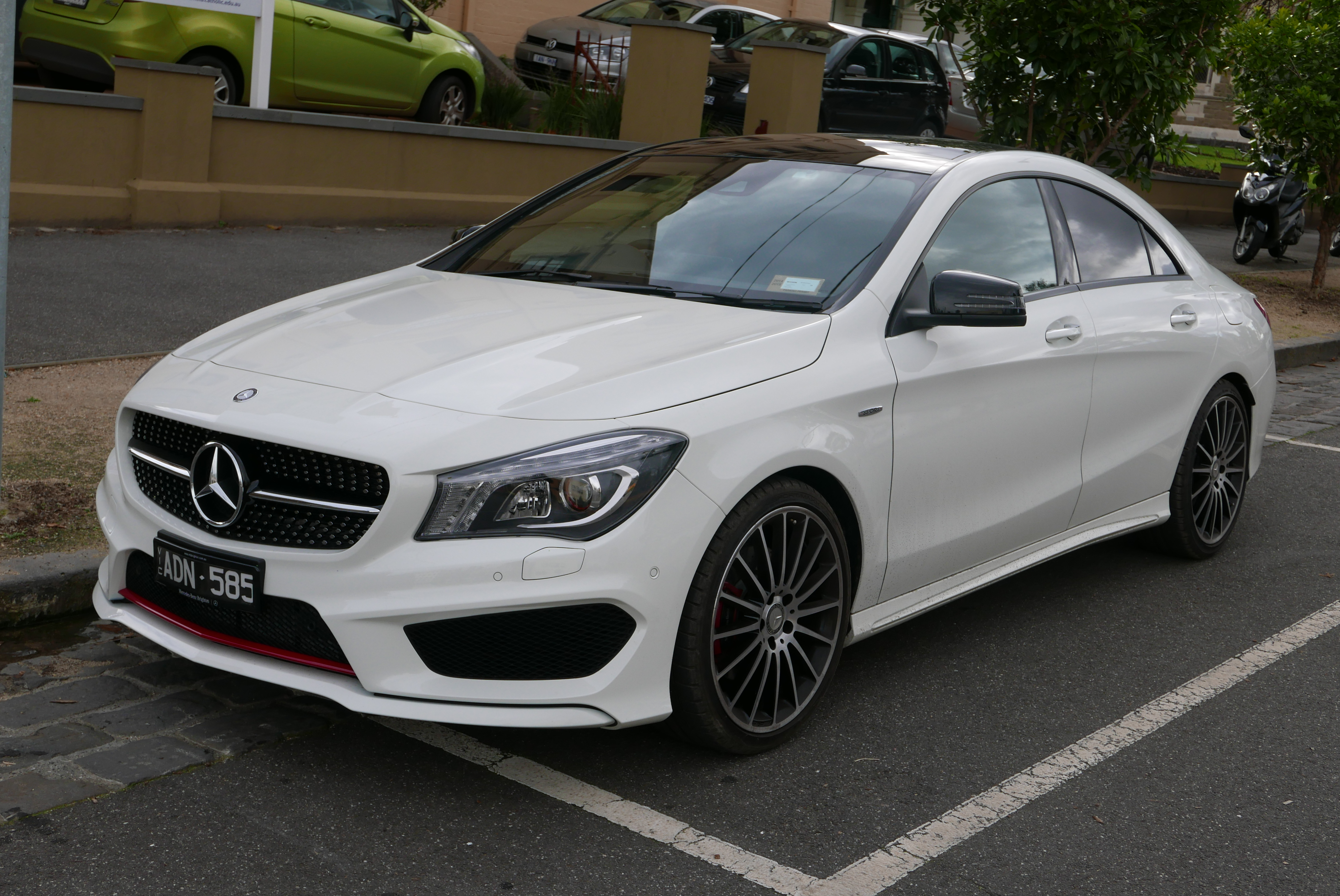
Finition Sport

Uniquement disponible sur la version CLA 250.
- Business
- Inspiration
- Sensation
- Fascination

## Mercedes-AMG Type 117
La Mercedes-AMG Classe CLA Type 117 est un coupé et shooting-break sportif dérivé de la Mercedes-Benz Type 117.

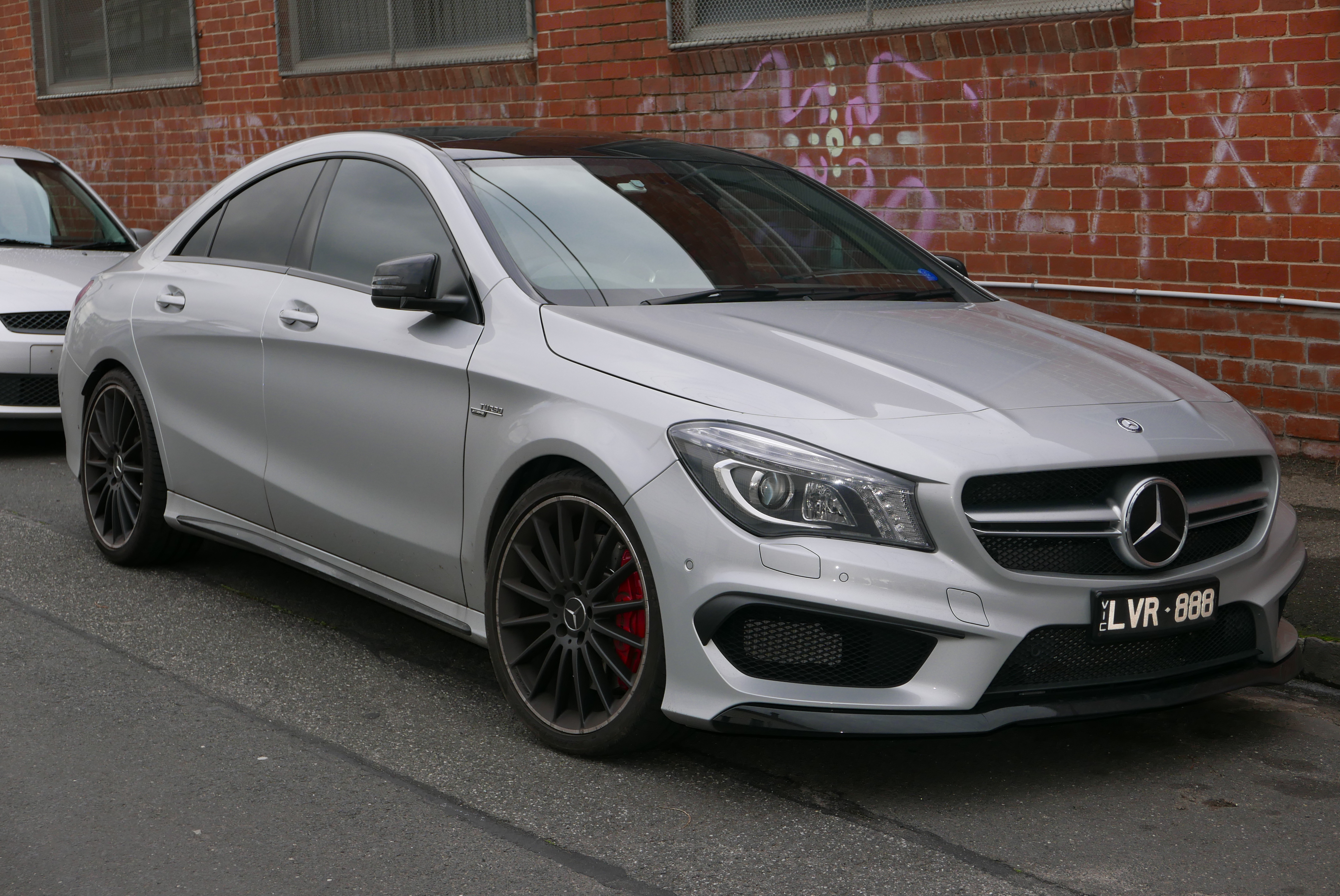
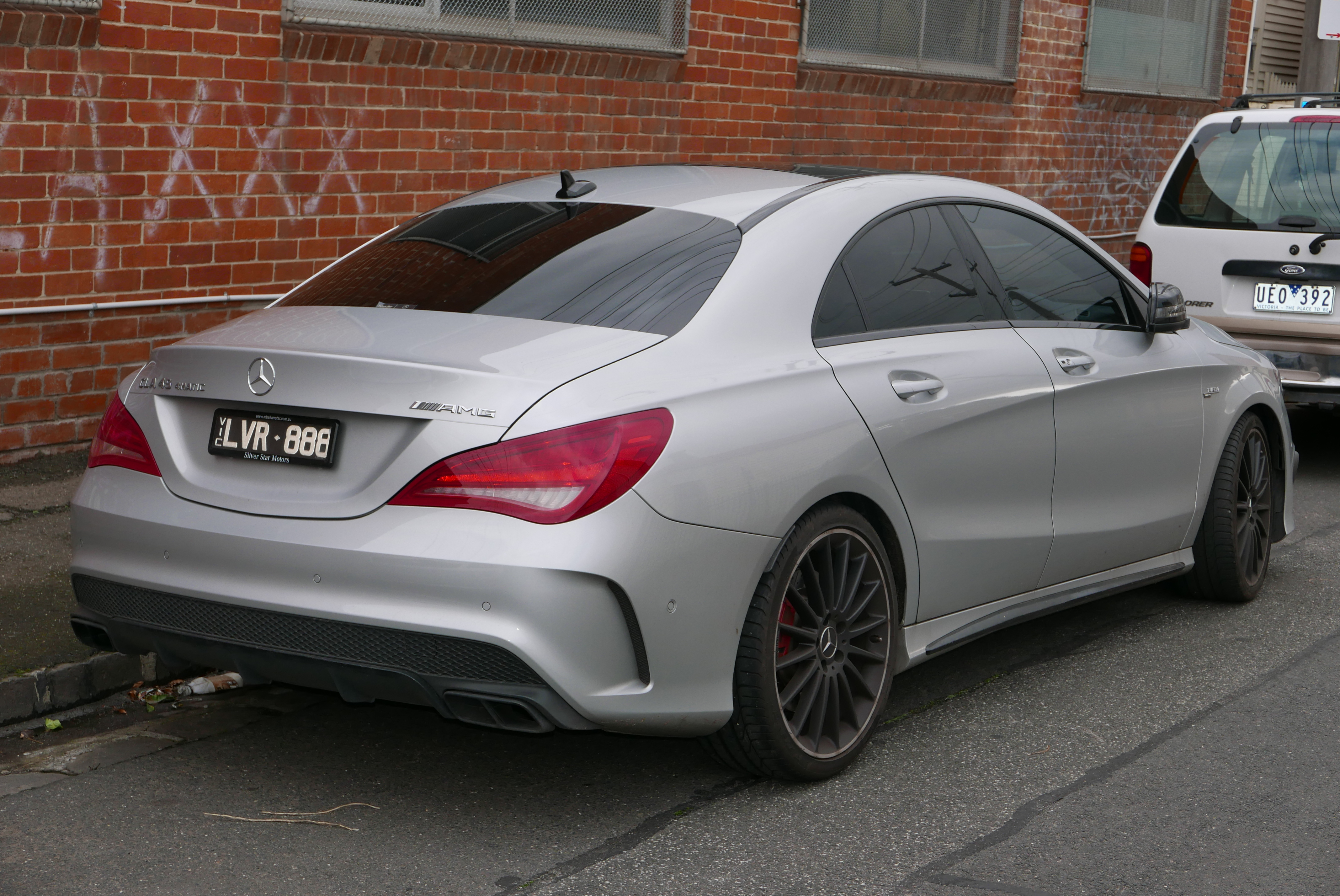

### Les différentes versions
- CLA 45 AMG (C117) : 2013 - 2015
- CLA 45 AMG 4MATIC (C117 ; X117) : 2015 - 2019

#### Séries spéciales
Edition Orange Art AMG
Uniquement disponible sur les Shooting-Brake, elle dispose d'une ligne orange sur ses jantes, la jupe avant, l'extracteur d'air arrière et la lentille des optiques avant.
CLA 45 AMG "Edition 1"
Cette édition limitée est disponible uniquement sur la X117 AMG (Shooting-Brake). Produite en octobre 2013 uniquement.
- Équipements extérieurs supplémentaires :
  - Jantes en alliage AMG 19 pouces de couleur noires avec pneus 235/35 et cache-moyeu AMG + échappement Performance AMG + étriers de freins rouges.
  - Pack disponible : "Edition 1" ou "Sport Black AMG".
- Équipements intérieurs supplémentaires :
  - Planche de bord en simili-cuir Artico avec surpiqûres rouges + plaquette "Edition 1" sur la Drive Unit AMG + sièges avant chauffants + système audio Surround Harman Kardon Logic7 avec 12hp, ampli DSP, 500w + éclairage actif ILS + ceintures de sécurité Designo rouges.
  - Pack disponible : "Performance AMG" ou "Technologie".

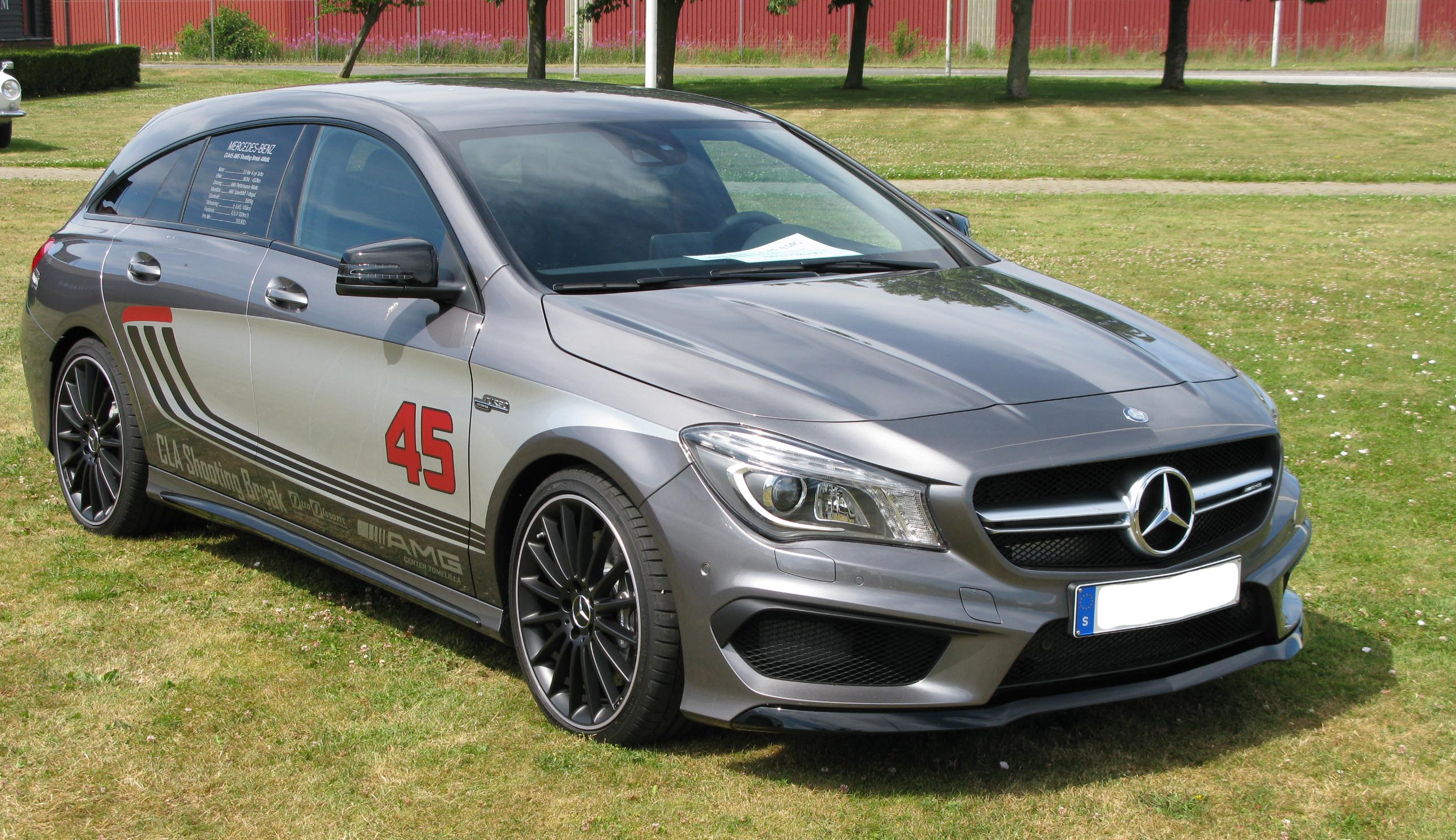
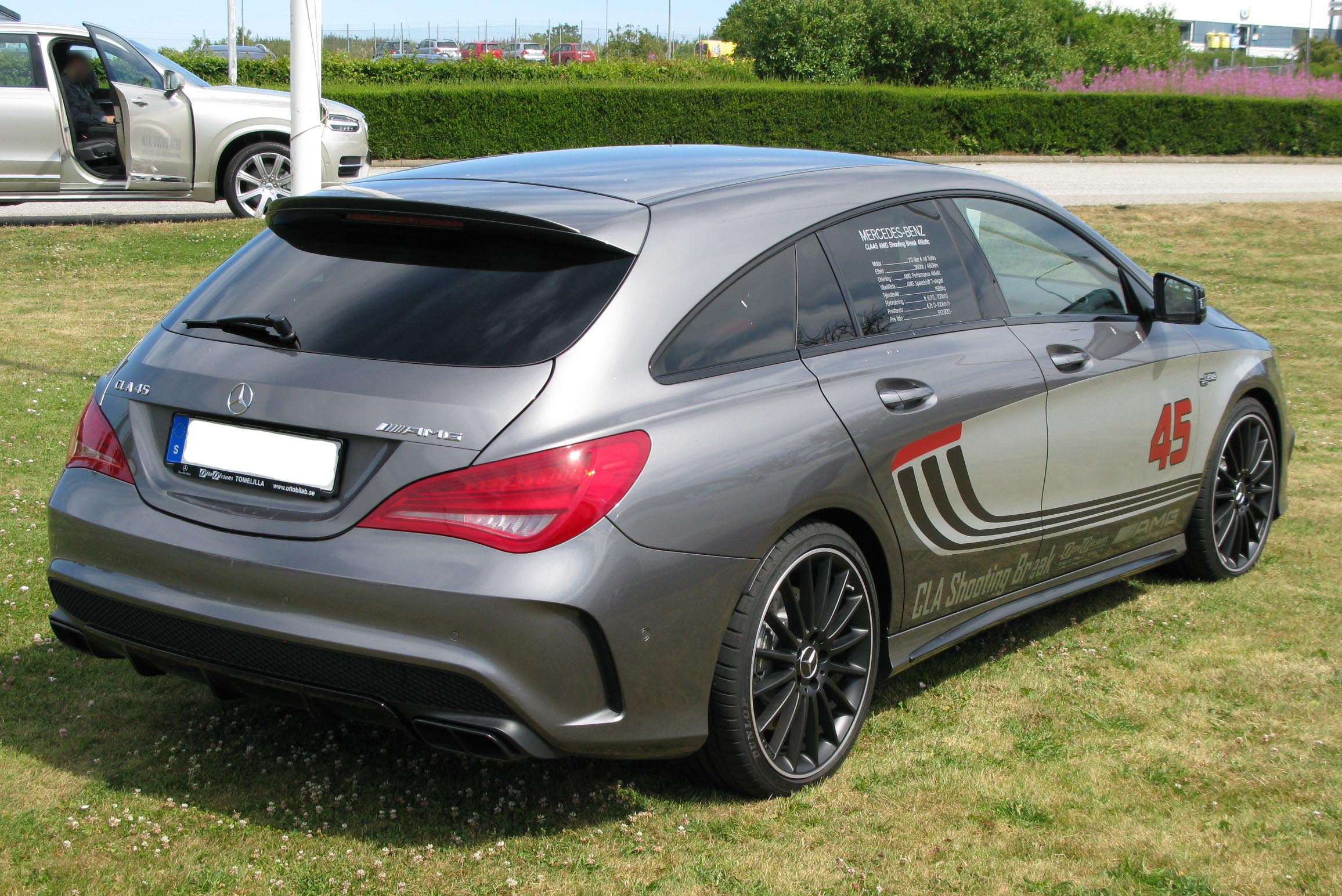

### Caractéristiques

#### Mécanique
La 117 AMG est équipée d'une boîte de vitesses automatique à 7 rapports nommée 7G-DCT.

#### Motorisations
La Type 117 AMG à possède deux motorisations différentes de quatre cylindres en essence uniquement.

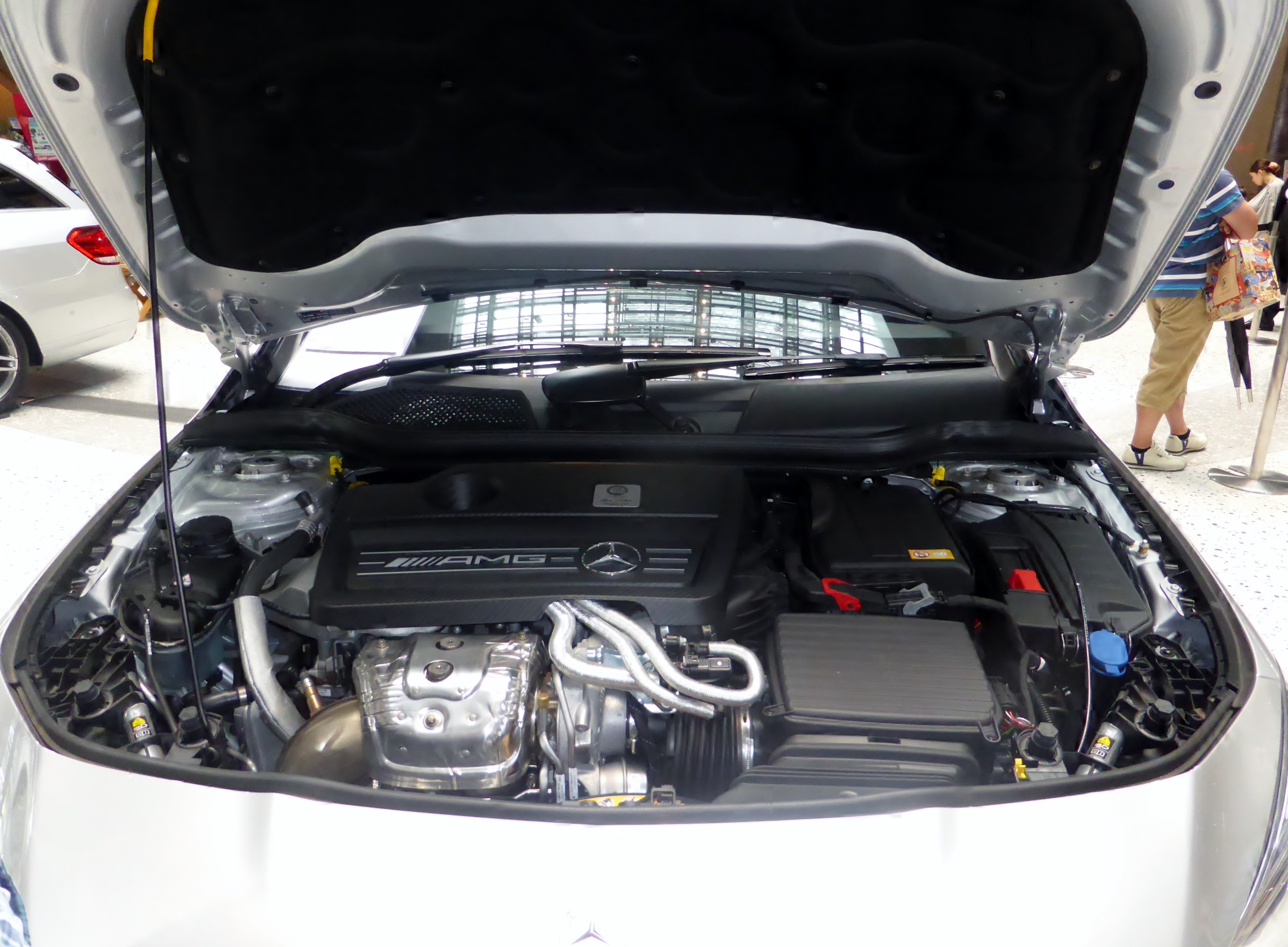
Moteur M 133.

- le M 133 quatre cylindres en ligne à injection directe de 2,0 litres avec turbocompresseur faisant 360 ch. Disponible sur la CLA 45 AMG.
- le M 133 quatre cylindres en ligne à injection directe de 2,0 litres avec turbocompresseur faisant 381 ch. Disponible sur la CLA 45 AMG 4MATIC.

| Modèle                                  | Construction      | Moteur + Nom               | Cylindrée         | Performance                    | Couple                       | 0 à 100 km/h | Vitesse maxi    | Consommation + CO2    |
| CLA 45 AMG (boite automatique 7)        | 01/2013 - 08/2015 | 4-cylindres en ligne M 133 | 1 991 cm3 (2,0 L) | 265 kW (360 ch) à 6 000 tr/min | 450 N m à 2 250-5 000 tr/min | 4,5 s        | 250 à 270 km/h* | 6,9 L/100 km 161 g/km |
| CLA 45 AMG 4MATIC (boite automatique 7) | 09/2015 - 01/2019 | 4-cylindres en ligne M 133 | 1 991 cm3 (2,0 L) | 280 kW (381 ch) à 6 000 tr/min | 475 N m à 2 250-5 000 tr/min | 4,2 s        | 250 à 270 km/h* | 6,9 L/100 km 162 g/km |

| Modèle                                  | Construction      | Moteur + Nom               | Cylindrée         | Performance                    | Couple                       | 0 à 100 km/h | Vitesse maxi    | Consommation + CO2                |
| CLA 45 AMG (boite automatique 7)        | 01/2013 - 08/2015 | 4-cylindres en ligne M 133 | 1 991 cm3 (2,0 L) | 265 kW (360 ch) à 6 000 tr/min | 450 N m à 2 250-5 000 tr/min | 4,8 s        | 250 à 270 km/h* | 6,9 - 7,1 L/100 km 161 - 165 g/km |
| CLA 45 AMG 4MATIC (boite automatique 7) | 09/2015 - 01/2019 | 4-cylindres en ligne M 133 | 1 991 cm3 (2,0 L) | 280 kW (381 ch) à 6 000 tr/min | 475 N m à 2 250-5 000 tr/min | 4,3 s        | 250 à 270 km/h* | 6,2 L/100 km 162 g/km             |

* : limitée électroniquement.

## Concept Style Coupé
Le Concept Style Coupé est un concept-car à quatre portes dévoilé en 2012 à divers endroits internationaux pour une avant-première de la future Classe CLA qui est sortie un an après.
Le concept-car est équipé d'un moteur turbocompressé à quatre cylindres de 208 ch (155 kW), la boite de vitesses est automatique et à double embrayage.

Plusieurs éléments du Concept A-Class de 2011 ont été repris : la calandre avant ayant un aspect de diamant, la couleur de la carrosserie Alubeam, les projecteurs rouge brillant en mode veille, les indicateurs de direction avec différents points de lumière dans la succession, les jantes de 21 pouces avec des épingles perforées sur les rayons, les fenêtres latérales sans cadre, le toit panoramique, le feux arrière style métalliques rouge, le tableau de bord recouvert de cuir de nubuck blanc, la couleur anthracite-Alcantara sur la partie supérieure de la planche de bord, effet daim sur le volant sport, des éléments de garniture chromée et panneaux de contrôle en noir anodisé, les surfaces autour du panneau de commande HMI en aluminium anodisé noir, les quatre sièges intégraux avec appuis-tête intégrés.
Le véhicule est dévoilé au salon de l'auto à Paris (photos), Los Angeles, suivi par celui de la Chine, et Huashan 1914 Creative Park.

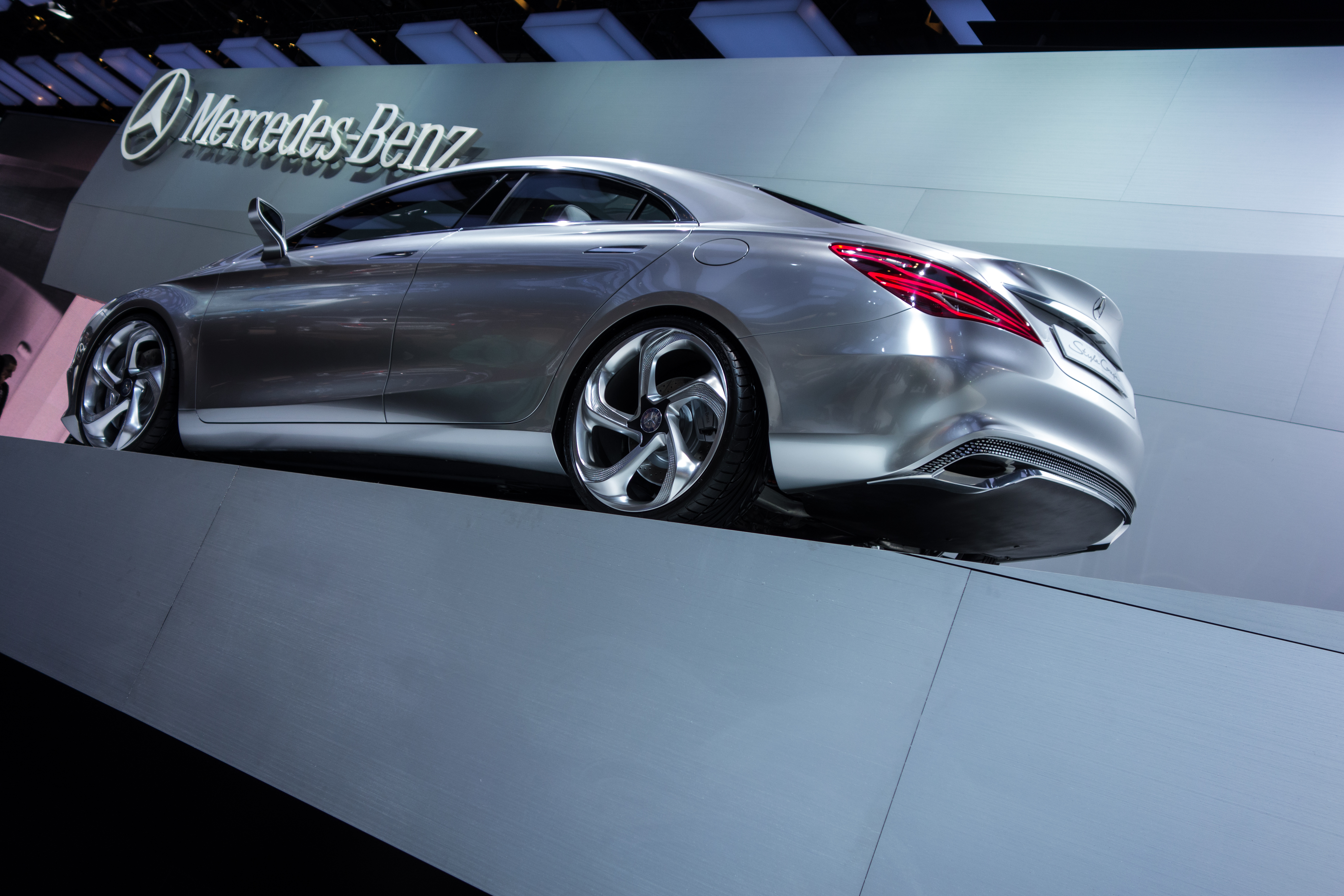
Mercedes-Benz Concept Style Coupé.

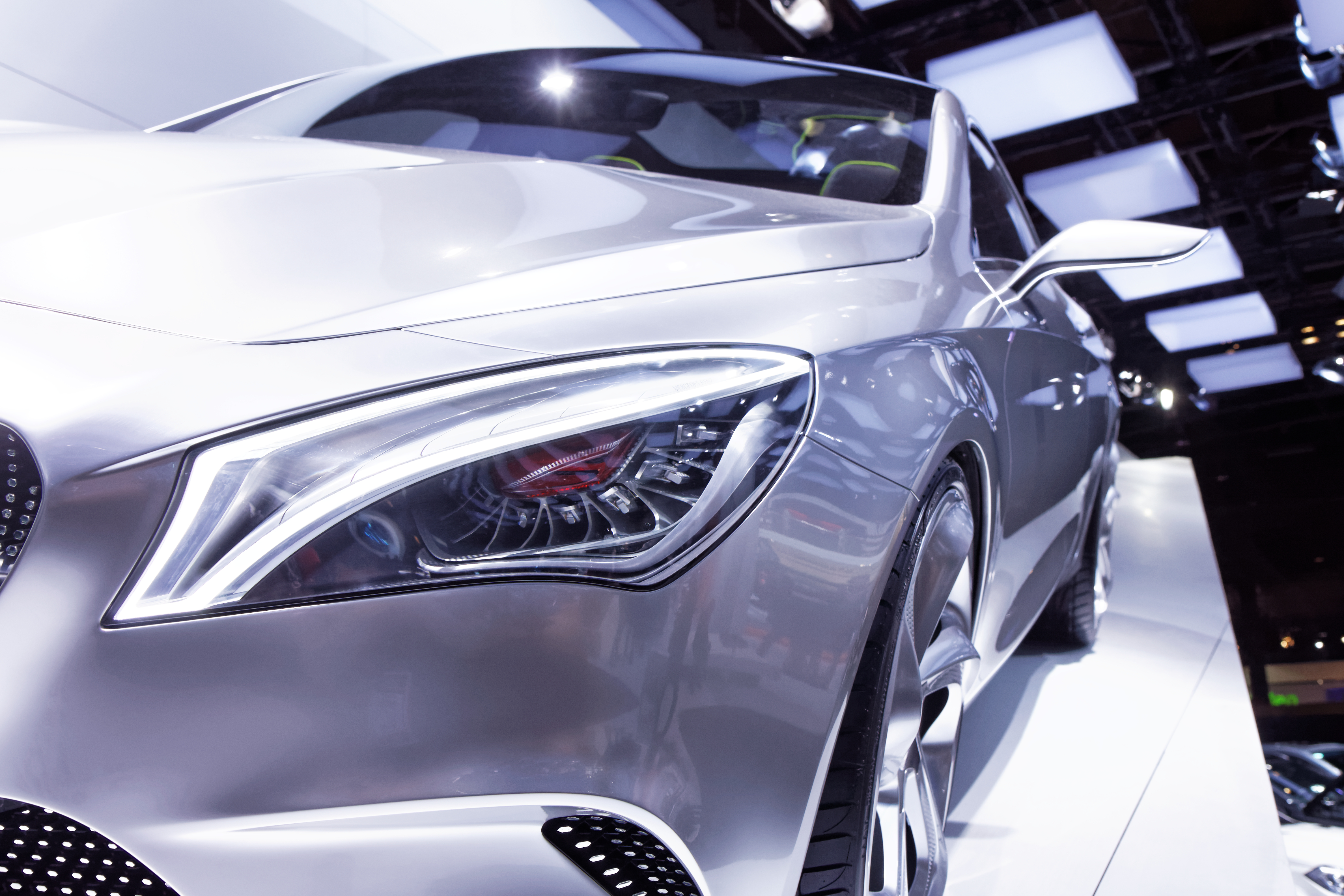
Détail d'un optique avant.

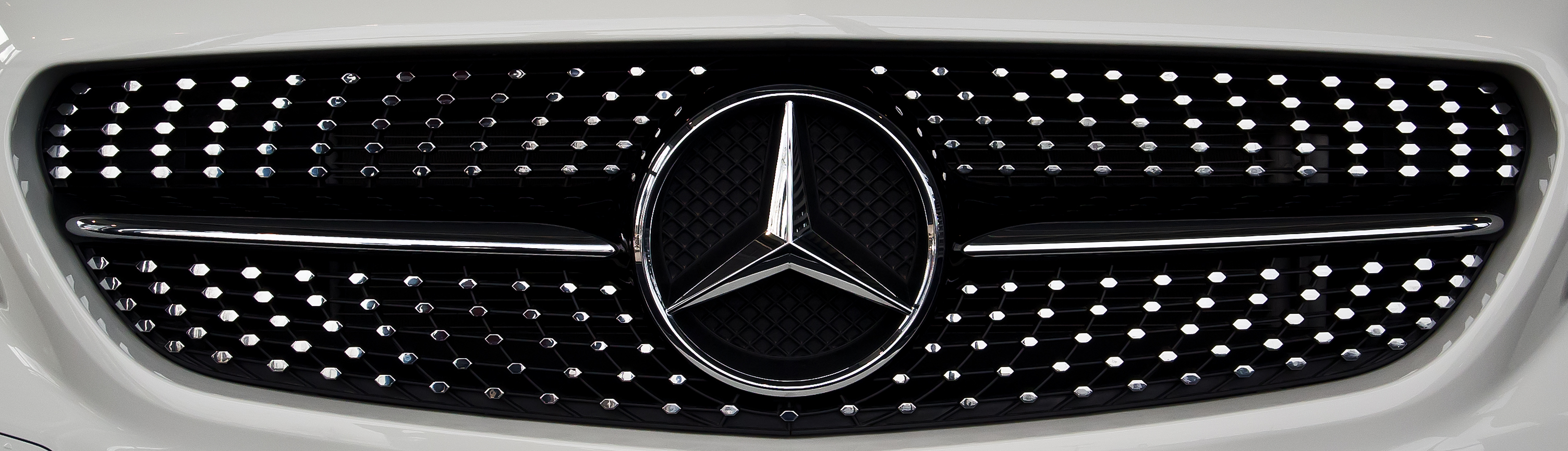
Calandre "Diamant".

## Anecdotes
- La CLA 250 est fortement visible dans la série Alerte Cobra des saisons 35 à 38.

### Traductions
- (de) Cet article est partiellement ou en totalité issu de l’article de Wikipédia en allemand intitulé « Mercedes-Benz Baureihe 117 » (voir la liste des auteurs).